# Ernesto Araújo
Pour les articles homonymes, voir Araújo (homonymie).
 (mars 2019).
Si vous disposez d'ouvrages ou d'articles de référence ou si vous connaissez des sites web de qualité traitant du thème abordé ici, merci de compléter l'article en donnant les références utiles à sa vérifiabilité et en les liant à la section « Notes et références ».
 (mars 2019).
Ernesto Fraga Araújo, né le 15 mai 1967, est un diplomate et homme politique brésilien.
De 2019 à 2021, il est ministre des relations extérieures du Brésil.

## Biographie

### Origines et vie privée
Il est fils d’Henrique Fonseca de Araújo (1913-1996), élu quatre fois député régional (de 1947 à 1959) pour l’État du Rio Grande do Sul, ex-Procureur Général de la République[réf. nécessaire].
En février 2019, la Folha de S.Paulo, accuse le père du ministre d’avoir refusé en tant que procureur général de la République l’extradition du nazi Gustav Wagner, accusé d’avoir permis l’extermination de 250 000 juifs, prisonniers soviétiques et tsiganes au camp d'extermination de Sobibor, en Pologne, en 1942-1943. Wagner qui s’était caché au Brésil avait été découvert par Simon Wiesenthal. Craignant de subir le même sort que le criminel de guerre nazi Adolf Eichmann, capturé par le Mossad en Argentine, jugé et exécuté à Tel Aviv en 1962, Wagner se présente de lui-même aux autorités. Quatre pays demandent son extradition : l’Allemagne, berceau du nazisme, la Pologne où se trouvait Sobibor, l’Autriche, pays natal de Wagner et Israël, état du peuple juif, principales victimes du nazisme. Le père du ministre refuse ces quatre demandes, il trouve pour chacune des raisons ad-hoc différentes : Israël parce qu’il n’existait pas encore comme état à l’époque des crimes; l’Allemagne car un jugement de l’intéressé en 1967 avait entraîné la prescription des faits ; la Pologne et l’Autriche parce que la loi brésilienne considérait prescrits les crimes de Wagner.[réf. nécessaire]

Pour honorer la mémoire du père, Ernesto Araújo expose dans son blog toute son admiration pour l’anticommunisme du père. Ainsi, il loue son combat dans l’assemblée législative régionale du Rio Grande Do Sul contre Leonel Brizola et João Goulart ; il admire son inscription comme volontaire pour porter des armes contre les communistes à l’occasion du coup d’État militaire de 1964. À aucun moment, Ernesto Araújo n’évoque les faits relatés par la Folha de São Paulo, mais il raconte comment son père, doté d’un « cœur plein d’amour et de courage », avait, en sa qualité de Procureur Général de la République, agi « contre Lula au début de la carrière de ce personnage ».[réf. nécessaire]
Ernesto Araújo est marié à une diplomate, Maria Eduarda de Seixas Corrêa, avec qui il a une fille[réf. nécessaire].

### Formation et carrière professionnelle
Au Brésil, ceux qui souhaitent suivre la carrière diplomatique, doivent passer par l’Institut Rio Branco (en). Mais pour s’inscrire à son concours d’entrée l’étudiant doit déjà posséder un titre universitaire. Ernesto Araújo obtient le diplôme de Lettres à l’université de Brasilia en 1988. Deux ans après, il intègre l’Institut Rio Branco et commence sa carrière en 1992 comme assesseur dans la division Mercosur ; en 1995, il devient secrétaire de la mission brésilienne auprès de l’Union européenne à Bruxelles ; quatre ans plus tard, responsable du secteur économique de l’ambassade du Brésil à Berlin. Par la suite, il exerce quelques années au Canada et aux États-Unis avant de revenir au Brésil en 2015. Il prend la direction du département chargé des affaires interaméricaines en 2016 et atteint, en juin 2018, quelques semaines avant sa nomination à la tête du ministère des relations extérieures, le grade le plus élevé dans la hiérarchie diplomatique avant celui d’ambassadeur, ministre Première classe.

### Article «Trump et l’Occident»
Au deuxième semestre 2017, Ernesto Araújo fait paraître un article qui rencontre un fort écho. Intitulé « Trump et l’Occident », publié par Cadernos de Política Exterior, une revue semestrielle de l’Instituto de Pesquisa de Relações Internacionais (IPRI). Il y soutient la thèse que seul le président Trump peut sauver l’Occident. Le futur ministre y regrette que les traits « de culture, de foi et de tradition qui font de nous ce que nous sommes » soient « menacés par le mondialisme » et par l’abandon de l’identité occidentale elle-même ; il critique le mondialisme et le capitalisme et prône « une vision de l’Occident qui ne soit pas basée sur le capitalisme et la démocratie libérale, mais dans la récupération symbolique de l’histoire et de la culture des nations occidentales ». Il compare l’actuelle situation mondiale à un jeu de football américain où « très peu savent que l’Occident est en train de jouer, et savent encore moins qu’il est en train de perdre ». Quant au président américain, sa « vision du monde dépasse de mille lieues, en profondeur et en extension, les visions des élites hyper-intellectualisées qui le méprisent ». Et pour finir : « Dieu seul peut encore sauver l’Occident, un Dieu qui agit au travers de la nation – y compris et peut-être surtout de la nation américaine. »[réf. nécessaire]

### Ministre des Relations extérieures
Lorsque Jair Bolsonaro annonce par un tweet le 14 novembre 2018 son choix d’Ernesto Araújo pour le ministère des Relations extérieures. Il parle d’un « brillant intellectuel ». Sa décision surprend la classe politique qui pariait alors sur d’autres noms ayant une carrière plus prestigieuse dans le ministère. Le vice-président élu lui-même, le général Hamilton Mourão, ne cachait pas son souhait pour Marcos Galvão.
Ce qui semble vraiment avoir décidé Jair Bolsonaro est l’appui d’Olavo de Carvalho, philosophe autodidacte s'étant installé aux États-Unis et exerçant une forte influence sur Bolsonaro,,,. En tout cas, Olavo de Carvalho ne cache pas sa préférence.
Ernesto Araújo prend ses fonctions dans le gouvernement Bolsonaro le 2 janvier 2019[réf. nécessaire].
Le 11 décembre 2018, Jair Bolsonaro annonce la sortie du Brésil du Pacte mondial sur les migrations, dit aussi Pacte de Marrakech, dès sa prise des fonctions le 1er janvier 2019. Le 8 janvier, la BBC annonce que le ministère des Relations extérieures a diffusé un télégramme communicant la sortie du Brésil de ce pacte. Le ministre déclare alors qu’il considère ce pacte « comme inadéquat pour traiter le problème migratoire… l’immigration ne peut être traitée comme une question globale, mais en accord avec la réalité et la souveraineté de chaque pays »

## Prises de position
Il est climatosceptique, estimant que le changement climatique est un « dogme » qui viserait notamment à « augmenter le pouvoir de la Chine ». Ainsi, non seulement il souscrit à la décision de Jair Bolsonaro de renoncer à héberger la COP 25, mais exprime une position encore plus radicale. Il l’expose le 12 octobre 2018 dans son blog,. D’après lui, le réchauffement climatique est un complot pour favoriser la Chine :

« Au fil du temps, la gauche s’est emparée, écrit-il, de la cause environnementale et l’a pervertie ces 20 dernières années jusqu’au paroxysme avec l’idéologie du changement climatique, le climatisme. Le climatisme a ramassé quelques données qui suggéraient une corrélation entre l’augmentation de température et l’augmentation de la concentration en CO2 dans l’atmosphère, ignoré les données qui suggéraient le contraire et créé un dogme « scientifique » que nul ne peut contester sous peine d’être excommunié de la bonne société… Ce dogme sert à justifier l’accroissement du pouvoir régulateur des États sur l’économie et le pouvoir des institutions internationales sur les États nationaux et ses populations, ainsi qu’à asphyxier la croissance économique dans les pays capitalistes démocratiques et favoriser la croissance de la Chine (Une partie importante du projet mondialiste est transférer le pouvoir économique de l’Occident vers le régime chinois, une partie du projet de Trump c’est interrompre ce processus, ce qui est en train d’arriver.) »